# Luís Ismael

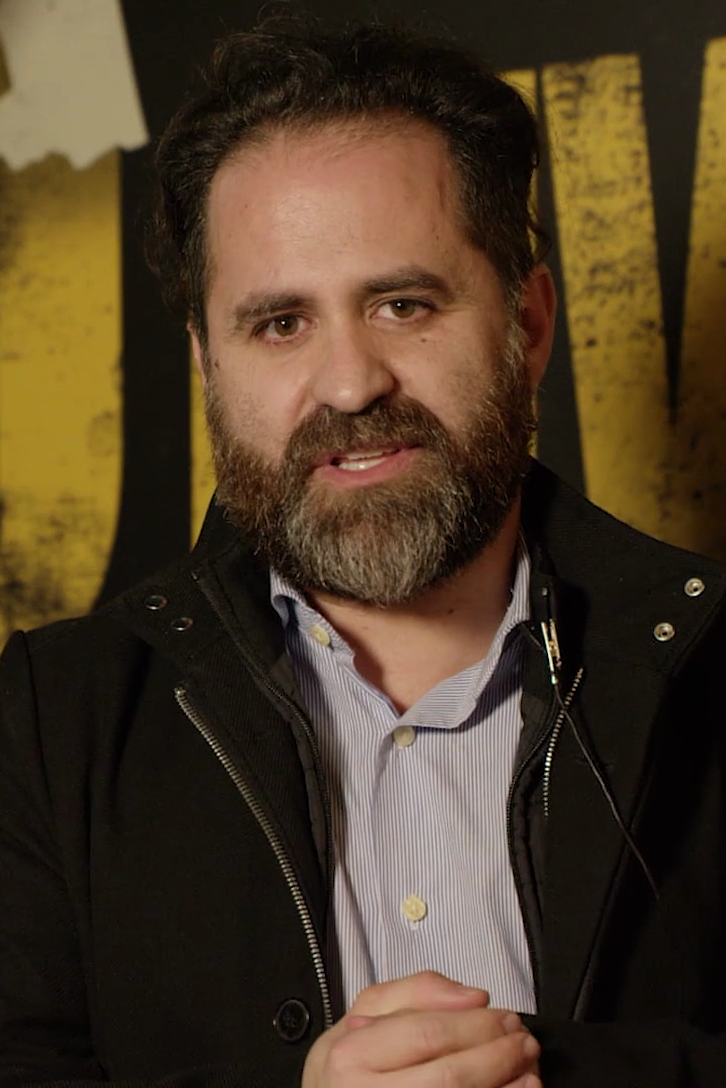
Luís Ismael

Luís Ismael, eigentlich Luís Miguel da Rocha Ferreira (geb. 20. November 1971 in Valongo, Distrikt Porto) ist ein portugiesischer Schauspieler und Filmregisseur.

## Leben
2001 drehte er mit einigen Freunden zusammen den Film Balas & Bolinhos (dt. etwa „Kugeln und Kroketten“), eine Komödie um vier erfolglose Kleinkriminelle. Mit einem Budget von nur 1.500 € und außerhalb der Strukturen des Portugiesischen Films produziert, avancierte er zum Kultfilm, mit überzeichneten Figuren und betontem Lokalbezug zu den Kleinstädten des Großraum Portos. Ismael spielte hier den Kopf der Bande.
Sein Nachfolger Balas & Bolinhos – O Regresso („Balas & Bolinhos – Die Rückkehr“) zeichnete sich durch ein konsequenteres Drehbuch und einer größeren Produktion aus, behielt jedoch im Wesentlichen seine Charakteristika bei. Die Personen und ihre Darsteller blieben gleich, während die Geschichte von der Rückkehr des Bandenchefs aus Libyen und einer anschließenden Schatzjagd der vier erzählte. Der Film wurde ein Kassenerfolg (unter den erfolgreichsten port. Filmen seit 2004,) und spielte bei Produktionskosten von etwa 150.000,- Euro über 230.000,- Euro ein. In der Folge erschienen beide Filme als DVD-Ausgaben. Auf dem Kodai Film Fire Filmfestival in Indien wurde der Film für sein Drehbuch ausgezeichnet.
Im September 2012 kam mit Balas & Bolinhos – O Último Capítulo („Balas & Bolinhos – Das letzte Kapitel“) der letzte Teil der Trilogie in die Kinos. Auch diesmal stammte Drehbuch, Regie, Produktion und Schnitt von Luís Ismael, der zudem wieder seine Rolle als Kopf der Bande spielte. Alle drei Filme sind inzwischen als DVD in den Handel gekommen.
2018 drehte er mit Bad Investigate erneut eine Kriminalkomödie, diesmal aber inhaltlich und produktionstechnisch aufwändiger und etwas vielschichtiger. Der Film konnte den Erfolg der Trilogie nicht ganz erreichen, gehört aber ebenfalls zu den erfolgreichsten portugiesischen Filmen seit 2004 (Beginn der öffentlich geführten Box-Office-Statistiken durch das portugiesische Filminstitut ICA)
Im Jahr 2021 erschien dann sein Film 1618, der eine völlig andere Richtung einschlug. Das Werk, das sich anhand des Schicksals einer Handelsfamilie in Porto mit der Judenverfolgung während der Inquisition in Portugal im 17. Jh. auseinandersetzt, gewann über 60 internationale Filmpreise.

## Filmografie
- 2001: Balas & Bolinhos (Drehbuch, Regie, Schnitt und Darsteller)
- 2004: Balas & Bolinho – O Regresso (Drehbuch, Regie, Schnitt und Darsteller)
- 2009: Consequências (Drehbuch, Regie) Kurzfilm
- 2012: Balas & Bolinhos – O Último Capítulo (Drehbuch, Regie, Schnitt, Darsteller und Produzent)
- 2013: Balas & Bolinhos – O Início (Drehbuch, Regie und Kamera) Kurzfilm
- 2018: Bad Investigate (Drehbuch, Regie, Produzent und Darsteller)
- 2019: Sefarad (Regie)
- 2019: 125 Em Azul (TV-Dokumentation, einer der drei Regisseure)
- 2019: The Nun's Kaddish (Regie) Kurzfilm
- 2021: 1618 (Regie)